# Alan Campbell (wioślarz)
Alan Campbell (ur. 9 maja 1983 w Coleraine) – brytyjski wioślarz, brązowy medalista olimpijski, trzykrotny medalista mistrzostw świata.
Brązowy medalista igrzysk olimpijskich w Londynie w 2012 r. w jedynce mężczyzn.

## Osiągnięcia
- Światowe Regaty U-23 – Belgrad 2003 – jedynka – 8. miejsce[1].
- Puchar Świata 2004[1]:
  - I etap: Poznań – czwórka podwójna – 9. miejsce.
  - III etap: Lucerna – czwórka podwójna – 4. miejsce.
- Igrzyska Olimpijskie – Ateny 2004 – czwórka podwójna – 12. miejsce[1].
- Puchar Świata 2005[1]:
  - I etap: Eton – czwórka podwójna – 6. miejsce.
  - II etap: Monachium – czwórka podwójna – 4. miejsce.
  - III etap: Lucerna – czwórka podwójna – 3. miejsce.
- Mistrzostwa Świata – Gifu 2005 – czwórka podwójna – 7. miejsce[1].
- Puchar Świata 2006[1]:
  - I etap: Monachium – jedynka – 1. miejsce.
  - II etap: Poznań – jedynka – 2. miejsce.
  - III etap: Lucerna – jedynka – 3. miejsce.
- Mistrzostwa Świata – Eton 2006 – jedynka – 4. miejsce[1].
- Puchar Świata 2007[1]:
  - I etap: Linz – jedynka – 2. miejsce.
  - II etap: Amsterdam – jedynka – 6. miejsce.
  - III etap: Lucerna – jedynka – 2. miejsce.
- Mistrzostwa Świata – Monachium 2007 – jedynka – 6. miejsce[1].
- Puchar Świata 2008[1]:
  - I etap: Monachium – jedynka – 1. miejsce.
  - II etap: Lucerna – jedynka – 4. miejsce.
- Igrzyska Olimpijskie – Pekin 2008 – jedynka – 5. miejsce[1].
- Puchar Świata 2009[1]:
  - I etap: Banyoles – jedynka – 1. miejsce.
  - II etap: Monachium – jedynka – 2. miejsce.
- Mistrzostwa Świata – Poznań 2009 – jedynka – 2. miejsce[1].
- Mistrzostwa Świata – Hamilton 2010 – jedynka – 3. miejsce[1].
- Mistrzostwa Świata – Bled 2011 – jedynka – 3. miejsce[1].
- Igrzyska Olimpijskie – Londyn 2012 – jedynka – 3. miejsce[1].